# 酒井食品加工所
有限会社酒井食品加工所（さかいしょくひんかこうしょ）とは、富山県富山市に本社を置く、パン粉・きな粉などを製造する食品製造会社。

## 概要
業務用パン粉、業務用及び家庭用のきな粉を製造するメーカー。キシロース配合による特許取得のパン粉やオーガニックパン粉など特徴のある商品を開発している。
パン粉の製法改善に取り組んでおり、2006年からはパンの耳部分を少なくする焼き方の共同研究を富山県立大学と行っている。当初は独自に改善に取り組んでいたが、後に北陸銀行の仲介で県立大との共同研究が実現し、11月に最初の実証実験が行われた。
中部パン粉工業協同組合に所属し、国内向けに営業活動を行っている。

## 商品
- 生パン粉
- 乾燥パン粉
- きな粉
- うぐいす粉

きな粉に着色料を着色したうぐいす粉は富山県内の小売店で多く販売されているが、富山県内ではほとんど販売されていない。

## 沿革
- 1950年-富山県滑川市でパン製造を開始。
- 1951年-富山県富山市に移転し、パン粉製造を開始。
- 1957年-きな粉製造を開始。
- 1999年-有限会社酒井食品加工所を設立。
- 2006年-産学官連携を実施。
- 2014年-オーガニックパン粉の発売開始

## 所属団体
- 中部パン粉工業協同組合[7]